# میمینگ
میمینگ (به آلمانی: Mieming) یک منطقهٔ مسکونی در اتریش است که در ناحیه ایمست واقع شده‌است. میمینگ ۵۰٫۳۹ کیلومتر مربع مساحت دارد ۸۶۴ متر بالاتر از سطح دریا واقع شده‌است.